# Alexa Demie
Alexa Demie (nascida Alexa Marie Wilson Mendez em Los Angeles, Califórnia, Estados Unidos, em 11 de dezembro de 1990) é uma atriz e cantora estadunidense. Conhecida por interpretar o papel de Maddy Perez na série de televisão dramática Euphoria da HBO.

## Biografia
Alexa nasceu em 11 de dezembro de 1990 na cidade de Los Angeles, localizada na Califórnia nos Estados Unidos, filha da mexicana Rose Mendez  e do norte-americano Scott Wilson Vanerstrom.
Através da sua mãe e família materna, ela tem ascendência mexicana. Ela cresceu em Atwater Village e foi predominantemente criada por sua mãe desde os oito anos de idade, embora ela tenha dito que mantém um bom relacionamento com seu pai.
Em 2019, ela mudou legalmente o seu nome de Alexa Demie Wilson Vanerstrom, apenas para Alexa Demie.

## Carreira
Demie estrelou em séries de televisão dos Estados Unidos como "Ray Donovan", bem como "Love" e a "The OA".
Em 2018, Demie apareceu em Mid90s.
Em 2019, ela começou a estrelar como Maddy Perez na série dramática Euphoria da HBO.
Em agosto de 2018, juntou-se ao elenco do filme Waves, ao lado de Sterling K. Brown e de Mainstream, dirigido por Gia Coppola.

## Obras cinematográficas

### Filmes
| Ano  | Título           | Interpretando    |
| ---- | ---------------- | ---------------- |
| 2015 | Miles            | Sara             |
| 2017 | Brigsby Bear     | Merideth         |
| 2017 | To the Moon      | Virgínia Dawson  |
| 2018 | Mid90s           | Estée            |
| 2019 | Waves            | Alexis Lopez     |
| 2020 | Mainstream       | Isabelle Roberts |
| 2021 | Nineteen on Fire | Paisley          |

### Televisão
| Ano           | Título      | Função      | Aparição em:                  |
| ------------- | ----------- | ----------- | ----------------------------- |
| 2016          | Ray Donovan | Shairee     | 3 episódios                   |
| 2018          | Amar        | Marina      | 2 episódios                   |
| 2019          | O OA        | Ingrid      | Episódio: "Ilha do Tesouro"   |
| 2019–presente | Euforia     | Maddy Perez | Papel principal; 16 episódios |

### Videoclipes

#### Aparições como convidada
| Ano  | Titulo       | Artista                 | Diretor                           |
| ---- | ------------ | ----------------------- | --------------------------------- |
| 2013 | "ATM Jam"    | Azealia Banks, Pharrell | Rony Alwin                        |
| 2017 | "Slide"      | JMSN                    | JMSN, Solomon Gross, Ian Randolph |
| 2017 | "Angelica"   | JMSN                    | Cameron McCool                    |
| 2020 | "Stargazing" | The Neighbourhood       | Ramez Silyan                      |

#### Diretora
| Ano  | Titulo          | Artista | Diretor                   |
| ---- | --------------- | ------- | ------------------------- |
| 2018 | "Talk Is Cheap" | JMSN    | Alexa Demie, Natalie Falt |
| 2021 | "Love 2 U"      | JMSN    | Alexa Demie               |